# Vercelli
Vercelli (Vërsèj v piemontščini) je mesto in občina s približno 47.000 prebivalci, središče pokrajine Vercelli v regiji Piemont v Italiji. Eno najstarejših urbanih območij v severni Italiji je bilo ustanovljeno, po mnenju večine zgodovinarjev, okoli leta 600 pred našim štetjem. Škofija je bila tam ustanovljena v 3. stoletju, v nadškofijo pa je bila povzdignjena v letu 1817 (druga v Piemontu poleg Torina).
Prva univerza na svetu, ki je (bila) financirana z javnim denarjem je bila ustanovljena v Vercelliju leta 1228 (kot sedma univerza po vrsti v Italiji), a je bila zaprta že leta 1372. Danes ima mesto univerzo za literaturo in filozofijo kot del Università del Piemonte Orientale in satelitski kampus Politecnico di Torino.

## Zgodovina
Vercellae (Vercelum) je bilo glavno mesto Libicev ali Lebecilov, ligurskega plemena; je postalo pomemben municipij, v bližini katerega je Gaius Marius premagal Kimbre in Tevtonce v bitki pri Vercelli leta 101 pred našim štetjem.
Cesarski magister militum Flavius Stilicho je uničil Gote 500 let kasneje. Na pol uničeno je bilo mesto v času sv. Hieronima (olim potens, nunc raro habitatore semiruta (1, 3,1)). Po invaziji Langobardov je pripadlo vojvodini Ivrea. Od 885 je bilo v pristojnosti knezoškofa, ki je bil grof prvega francoskega cesarstva.
Samostojna občina je postala leta 1120 in se pridružila prvi in drugi Lombardski lige. Njen statut, so med najbolj zanimivimi med srednjeveškimi republikami. Leta 1197 je bilo odpravljeno služenje zemljišča znotraj cerkvene župnije, ki se je uporabljalo za podporo župnika. Leta 1228 je bila Univerza iz Pavie prenesena v Vercelli, kjer je ostala do štirinajstega stoletja, ne da bi pridobila večji pomen; ohranila se je le univerzitetna šola prava.
Leta 1307 je bil Fra Dolcino, vodja Dulcinianov mučen in zažgan na grmadi.
Med težavami v 13. stoletju je mesto pripadlo družini Della Torre iz Milana (1263), markizu iz  Monferrata (1277), samozvan kapetan Matteo I. Visconti (1290-1299). Tizzoni (gibelini) in Avogadri (gvelfi) so se prerekali za mesto od leta 1301 do 1334. Gvelfi so bili večkrat izgnani, kar je omogočilo markizu Monferrata zavzeti Vercelli (1328), ki se je prostovoljno predal vikontu v Milanu leta 1334. Leta 1373 je škof Giovanni Fieschi izgnal Viscontije, vendar ga je Matteo ponovno zavzel. Facino Cane (1402) je vnovčil boj med Gian Maria in Filippo Maria Viscontijem, in zavzel Vercelli, vendar ga je izrinil Theodore II. Montferrat (1404), od katerega je bilo mesto prenese na vojvodino Savojo (1427).
Leta 1499 in 1553 so Vercelli zajeli Francozi, med letoma 1616 in 1678 pa Španci. Leta 1704 jo je utrpel močno obleganje s strani Francozov, ki niso uspeli uničiti trdnjave, potem pa je mesto delilo skupno usodo Savoje. Leta 1821 se je Vercelli opredelil v prid združitve.

## Geografija
Mesto leži ob reki Sesia v Padski nižini med Milanom in Torinom. Je pomembno središče za gojenje riža in obdano z riževimi polji, ki so poplavljena v poletnih mesecih. Podnebje je značilno za Padsko nižino s hladnimi, meglenimi zimami (0,4 ° C v januarju) in znosno vročino v poletnih mesecih (23,45 ° C v juliju). Padavin je največ spomladi in jeseni; nevihte so pogoste v poletnih mesecih.

## Demografija
Leta 2009 je v Vercelli živelo okoli 47.000 ljudi, 47,3% moških in 52,7% žensk. Povprečna starost rezidentov je bil 47 let (pet let več od italijanskega povprečja, ki je 42 let). V letih med letoma 2002 in 2007 se je število prebivalcev Vercellija znižala za 1,31%. 
V letu 2006 je bila 92,38% prebivalstva Italijanov. Ostali pa so bili Albanci in Romuni (3,48%), severni Afričani (2,21%) in iz Podsaharske Afrike (0,64%). 
Jezika, ki jih govorijo v Vercelliju sta italijanščina in piemontščina.

## Znamenitosti
V Vercelliju so številni ostanki iz rimskega obdobja, na primer amfiteater, hipodrom, sarkofagi in mnogi pomembni napisi, od katerih so že nekateri krščanski.
M mestu je sedem omembe vrednih stolpov, najpomembnejša sta Torre dell'Angelo na starem mestnem trgu in Torre di Città v Via Gioberti.
Stolnica v Vercelliju ali bazilika sv. Evzebija, prvotno okrašena s stebri in mozaiki, je  postavil in povečal sveti Evzebij Vercellijski, kateremu je bila posvečena po njegovi smrti. Predelana je bila v devetem stoletju in radikalno spremenjena v osemnajstem po naročilu grofa Alfierija. Tako kot druge cerkve v mestu, vsebuje veliko dragocenih slik, še posebej avtorjev Gaudenzio Ferrari, Gerolama Giovenone in Bernardino Lanino, ki so bili domačini v Vercelliju.
Stolnična kapiteljska knjižnica hrani dragocene rokopise. Verska besedila so Codex Vercellensis, evangelarium iz četrtega stoletja; hagiografični rokopisi, niso vsi, ki so bili kritično pregledani; in zelo stara kopija Imitacija Kristusa, ki jo navajako kot argument za pripis avtorstva Jeanu Gersonu (13. december 1363 - 12. julij 1429) je bil francoski učenjak, pedagog, reformator in pesnik, rektor Univerze v Parizu, vodilni v koncilskem gibanju in eden od najbolj pomembnih teologov na Konstanškem koncilu). Njegova posvetna besedila so Romani Justinijana; iz 8. stoletja Leges Langobardorum (zakoni Langobardov - germanski). Končno hranijo znamenito Vercelli Book - staroangleški rokopis, ki vključuje slovito najzgodnejšo krščansko pesem Dream of the Rood. Nič manj pomembni niso državljanski arhivi, ki vsebuje dokumente iz leta 882.
Bazilika svetega Andreja (Basilica di Sant'Andrea), ki jo je dal postaviti kardinal Guala Bicchieri leta 1219. Skupaj s starim cistercijanskim samostanom je med najlepšimi in najbolje ohranjenimi romanskih zgradbami v Italiji. 
Med drugimi pomembnimi cerkva v mestu je cerkev Santa Maria Maggiore.
Sinagoga v Vercelliju je primer mavrske revival arhitekture, v mestu je tudi judovsko  pokopališče.
V mestu je tudi Museo Camillo Leone. Museo Camillo Leone Muzej izvira iz volje in testamenta notarja Camilla Leoneja v korist lokalnega Inštituta za likovno umetnost (šole za oblikovanje z namenom usposabljati ter varovati in ohranjati umetniško dediščino  območja), katerega direktor je bil.

## Pomembni meščani
- škof Atto II. Vercelli.
- William Montevergine (1085–1142) popotnik, asket in ustanovitelj številnih samostanskih hiš.
- Giovanni Antonio Bazzi (1477–1549?), manieristični slikar, znan kot "Il Sodoma".

## Kuhinja
Tipična jed je riž s fižolom, ki se imenuje panissa (narejena z rižem arborio, baldo ali Maratelli), tartufata (kolač) in bicciolani (vrsta piškotov). Tipično vino je Gattinara, klasično rdeče vino iz Piemonta narejeno predvsem iz nebbiolo mošta (lokalno poznanega kot spanna), iz občine Gattinara, kjer so arheološki dokazi o gojenju vinske trte iz rimskih časov.

## Pobratena mesta
- Arles, Francija
- Tortosa, Španija